# Johann Konrad Behrends
Johann Konrad Behrends (* 28. Februar 1775 in Frankfurt am Main; † 7. September 1843) war ein Jurist und Politiker der Freien Stadt Frankfurt.
Johann Konrad Behrends war der Sohn eines Arztes und erstem Stadtphysikus von Frankfurt. Er studierte in Marburg und Tübingen Rechtswissenschaften und wurde zum Dr. jur. promoviert. Nach dem Studium war er zunächst am Reichskammergericht in Wetzlar tätig und war dann Advokat in Frankfurt am Main. 1838 bis 1843 war er Syndikus und Appellationsgerichtsrat in Frankfurt.
Von 1825 bis 1836 war er als Senator Mitglied im Senat der Freien Stadt Frankfurt. Von 1836 bis 1843 war er anschließend Schöff. 1832 und 1835 war er Jüngerer Bürgermeister. Er gehörte 1817, 1820 bis 1831 dem Gesetzgebenden Körper an und war 1824 Vizepräsident des Parlamentes. Er gehörte der Ständigen Bürgerrepräsentation 1816 bis 1824 an.
Seine Tochter Susanna Maria (* 4. Oktober 1811 Frankfurt am Main; † 6. September 1889 Frankfurt am Main) verlobte sich 1844 mit Nikolaus Lenau.